# Bellville (Sud-àfrica)
Bellville és una ciutat a la província de Cap Occidental de Sud-àfrica; ara forma part de l'àrea metropolitana de Ciutat del Cap.
Originalment anomenada "pedra de 12 milles" (Afr: "12-Myl-Pos"), ja que és a 12 milles (20 km) des del centre de Ciutat del Cap. Es fundava originalment com a estació de ferrocarril en la línia de Cape Town fins a Stellenbosch i Fil. El 1861 es rebatejava Bellville, en honor de l'inspector general Charles Bell. És molt centralista, situada a la vora de l'aeroport,hi ha diversos camps de golf, rutes de vi i complexos de compra.
L'Hospital De Karl Bremer funcionava com l'hospital acadèmic per a la universitat de Stellenbosch i el nou Tygerberg Hospital és ara la seu de l'escola mèdica. El centre comercial de Vall Tyger de Bellville és un passeig que s'escampa amb una varietat enorme de botigues, boutiques i instal·lacions recreatives. El complex de compra de Carrer Major se situa just fora de la Carretera a Durban. La zona adjacent s'ha omplert de cabarets, bars i restaurants populars. El Centre Mayibuye, que era un centre de recollida de material per la lluita antiapartheid de Sud-àfrica, és ara un lloc turístic que es visita per veure el que prohibia originalment a la majoria dels llocs de recollida. El centre multi-propòsits Bellville Velodrome és en l'àrea de Vall Tyger de Bellville. Al maig de 2007, Meg Ryan i William H. Macy completaven el darrer dia de fotografia per a la seva pel·lícula nova, La Quantitat, en el Centre Cívic Bellville.